# سوین هاربرگ
سوین هاربرگ (نروژی: Svein Harberg) زاده ۳۰ ژانویه ۱۹۵۸م، یک بازرگان و سیاستمدار نروژی است. وی  از اعضای حزب محافظه‌کار بوده و از سال ۲۰۰۹م، به نمایندگی از طرف مردم شرق آگدر در مجلس ملی نروژ حضور داشته‌است. همچنین وی از سال ۲۰۲۱م، معاون اول رئیس پارلمان نروژ است.